# Ретово (Поморське воєводство)
Ретово (пол. Retowo, нім. Rotten) — село в Польщі, у гміні Смолдзіно Слупського повіту Поморського воєводства.
Населення — 28 осіб (2011).
У 1975-1998 роках село належало до Слупського воєводства.

## Демографія
Демографічна структура станом на 31 березня 2011 року:
|          | Загалом | Допрацездатний вік | Працездатний вік | Постпрацездатний вік |
| -------- | ------- | ------------------ | ---------------- | -------------------- |
| Чоловіки | 14      | 1                  | 10               | 3                    |
| Жінки    | 14      | 2                  | 9                | 3                    |
| Разом    | 28      | 3                  | 19               | 6                    |